# Ajali Julgumo
Ajali Julgumo (en georgiano: ახალი ხულგუმო; en armenio: Նոր Խուլգումո, romanizado: Nor Julgamo) es un pueblo de Georgia ubicado en el sureste de la región de Mesjetia-Yavajetia, siendo parte del municipio de Ninotsminda.  

## Geografía
Ajali Julgumo se encuentra en la orilla occidental del lago Paravani, 30 km al noroeste de Ninotsminda. La aldea se administra desde el pueblo de Tambovka.

## Historia
Ajali Julgumo fue fundado en 1924 por la población que se mudó del pueblo de Julgumo en el municipio de Ajalkalaki, principalmente armenios católicos. 

## Demografía
La evolución demográfica de Ajali Julgumo en 2002 fue la siguiente:
| 169                                             | 256 |
| (Fuente: Population of Georgia in Soviet times) |     |

Según los datos del censo de 2014, los armenios son el 100 % de la población local.

## Economía
La población se dedica principalmente a la ganadería y la agricultura. Debido a su proximidad al lago Paravani, tenía una pesquería desarrollada. 

## Infraestructura

### Educación
Ajali Julgumo tiene una escuela pública de lengua rusa, que comparte con Tambovka.